# Момока Аріясу
Момока Ариясу (яп. 有安 杏果, Ариясу Момока, нар.. 15 березня 1995 в префектурі Сайтама, Японія) — японський ідол, співачка, акторка та фотографка. Найбільш відома як «зелена» учасниця дівочого гурту Momoiro Clover Z.

## Біографія
Момоко Аріясу народилася 1995 року в префектурі Сайтама. Вже в однорічному віці вона почала працювати моделлю для журналів. Пізніше її стало представляти агентство з пошуку талантів Carotte C & T. Вона знімалася в багатьох телевізійних передачах і рекламних роликах.
З 2004 року Момоко знімалася в ранковій програмі для дітей Ponkikkids на Fuji TV як учасниця музичного гурту Sister Rabbits. Приблизно в цей же час вона вступила до EXPG — дитячої вокально-танцювальної школи, організованої бой-бендом EXILE. Діти-учні школи виступали на підтанцьовці у EXILE. Заняття також включали уроки акторської майстерності .
1 листопада 2008 року Момоко перейшла з Carotte до агентства з пошуку талантів Stardust Promotion, а 2 лютого 2009 року включена до складу дівочого айдол-гурту цього агентства під назвою Power Age. Power Age був заснований ще в 2005 році з учасницями віку від початкової до старшої школи, але до часу появи в ньому Момоко гурт вже наближався до кінця свого існування . Через три місяці, в травні, був розформований. 26 липня 2009 року Момоко ввели шостою учасницею до складу айдол-гурту Momoiro Clover, який незабаром мав випустити перший сингл.
9 листопада 2012 року відеозвернення Момоко було показано на комедійному представленні японського артиста Хіге Дансяку в Molière Theater в Шінджюку, Токіо. Під час концерту Хіге Дансяку зізнався, що він її великий шанувальник і навіть назвав свою нещодавно народжену доньку на її честь Момокой (яп. 百夏) .
1 січня 2013 року було оголошено, що Момоко не співатиме та не говоритиме до кінця січня. Як було пояснено, вона лікувала горло, і голосовим зв'язкам був необхідний спокій. 7 лютого оголосили, що щоб закінчити лікування, знадобиться ще додатковий місяць, до кінця лютого, і що через це в уже намічених виступах і передачах Момоко не говоритиме і спілкуватися з аудиторією буде в письмовій формі, співати ж її партії в піснях будуть інші учасниці гурту.
Аріясу навчалася на факультеті мистецтв університету Ніхон і закінчила факультет фотографії у березні 2017 року. Вона була відзначена спеціальною премією художнього відділу (перша в майже 100-річній історії університету) та заохочувальною премією факультету фотографії (лише 4 із 96 випускників факультету фотографії). Вона була єдиною випускницею університету серед членів Momoiro Clover Z.
15 січня 2018 року Аріасу оголосила у своєму особистому блозі, що вона покине Momoiro Clover Z, щоб ні від кого не залежати. Її останній виступ у складі Momoiro Clover Z відбувся 21 січня 2018 року.
15 січня 2019 року, рівно через рік після оголошення про закінчення кар'єри в гурті, Аріясу оголосила про початок сольних виступів, продовжуючи свою діяльність як фотографка. Вона заснувала власну компанію Apricot, Inc. (株式会社 ア プ リ コ ッ ト) та оголосила про два концерти в Токіо та Осаці.
6 лютого 2019 року Аріасу оголосила про стосунки з лікарем, з яким познайомилася у 2016 році і почала зустрічатися у 2018. Вони одружилися 23 листопада. Аріасу заявила, що має намір залишатися активною в індустрії розваг.

## Колективи
- Sister Rabbits (яп. シスターラビッツ) (з 2004)
- Power Age (2 лютого[5] — 30 травня 2009)
- Momoiro Clover Z (26 липня 2009 — 21 грудень 2018)

## Фільмографія

### Кінофільми
- Gin no Angel (яп. 銀のエンゼル) (2004)
- Shirome (2010)
- Ninifuni (яп. NINIFUNI) (короткометражний, 4 лютого 2012)
- Momodora (яп. ももドラ momo+dra) (5-серійний відеофільм, 2012)

### Телевізійні фільми і серіали
- French Potato Cup (яп. フレンチポテトカップ)ップ (1999, Yomiuri TV)
- Saturday Drama Special Shijou no Koi: Ai wa Umi o Koete (яп. 至上の恋〜愛は海を越えて〜) (2001, NHK)
- Suntory Mystery Prize Special Toki no Nagisa (яп. スペシャル 時の渚) (2001, TV Asahi)
- Pet Sitter Sawaguchi Hanako no Jikenbo (яп. ペットシッター沢口華子の事件簿) Jikenbo 口華子の事件簿 (2001, TBS)
- Tuesday Suspense Theater Oyaji (яп. 親父) (2001, NTV)
- SMAP × SMAP special Tokubetsu-hen Saranheyo Ai no Gekijou no Ai no Uta «Kenbo Haseyo: Shiawase ni Nare yo» (яп. サランヘヨ愛の劇場の愛の唄「ケンボハセヨ〜幸せになれよ〜」) Uta Tokubetsu-hen Saranheyo Ai no Gekijou no Ai no Uta «Kenbo Haseyo: Shiawase ni Nare yo» (яп. サランヘヨ愛の劇場の愛の唄「ケンボハセヨ〜幸せになれよ〜」)の愛の唄 (2002, Fuji TV)
- Hamidashi Keiji Jounetsu Kei (яп. はみだし刑事情熱系) (359-я серія, 2002 TV Asahi)
- Kindaichi Shounen no Jikenbo SP (яп. 金田一少年の事件簿SP) (2005, NTV)
- Friday Entertainment Okusama wa Keishi Soukan (яп. 奥様は警視総監) (2006, Fuji TV)
- Drama 30 Gakincho: Return Kids (яп. がきんちょ〜リターン・キッズ〜) (2006, MBS TV)

### Телевізійні шоу
- Ronbu Gragon (яп. ロンブー龍) (2001, NTV)
- Ponkikkids 2 (яп. ポンキッキーズ21) (2004—2005, Fuji TV) — як Момоко, учасниця групи Sisters Rabbit
- Mecha-Mecha Iketeru! Ii Imi Yabaissu Okazairu Special (яп. いい意味でヤバイっす オカザイルスペシャル)すオカザイルスペシャル (2007, Fuji TV) — як учасниця групи підтанцьовки бой-бенду EXILE

### Музичні відео
- Асука Хаясі — «Chiisaki Mono» (яп. 小さきもの) (2003)
- SMAP — «Tomodachi e ~Say What You Will~» (яп. 友だちへ〜Say What You Will〜) (2005)
- EXILE — «Choo Choo TRAIN» (2008)
- EXILE — «The Galaxy Express 999» (2008)